# Axel Roth
Axel Magnus Roth, född 12 augusti 1836 i Malmö garnisonsförsamling, död 16 maj 1892 i Ronneby, var en svensk militär och gåramålare. 
Roth blev sergeant vid Kungliga Södra skånska infanteriregementet 1860. Vid sidan av sin tjänst var han verksam som målare och reste omkring i södra Sverige under 1870- 1890-talen och avbildade bondgårdar. Hans målningar bär ett naivt drag men höjer sig ibland till god konst. Några av hans målningar har i dag ett kulturhistoriskt intresse bland annat målningen han utförde över inloppet till Malmö hamn. Han målade även några rumsinredningar där väggmålningarna i Harbergska gården i Pataholm brukar framhållas. Roth finns representerad vid Kalmar läns museum och Malmö museum.